# Georges Abdallah
Georges Ibrahim Abdallah (árabe: جورج إبراهيم عبدالله), nacido el 2 de abril de 1951, es un militante comunista libanés que hasta 2025 cumplía cadena perpetua en Francia por los asesinatos de Charles R. Ray y Yaakov Bar-Simantov. Simpatizantes del movimiento palestino le consideraron el preso político que más tiempo llevaba encerrado en Europa. Fue liberado el 25 de julio de 2025. 

## Biografía
Nacido en la ciudad de Al Qoubaiyat en el norte del Líbano, se unió a las Facciones Revolucionarias Armadas Libanesas (LARF) cuando el grupo se formó tras la interrupción del Frente Popular para la Liberación de Palestina-Maniobras Externas. Se convirtió en líder de la organización y dirigió sus operaciones desde Francia, donde utilizó los alias Salih al-Masri y Abdu-Qadir Saadi.

### Arresto
Fue arrestado en 1984 y condenado a cadena perpetua en 1987 por el asesinato en 1982 del teniente coronel Charles R. Ray, quien era agregado militar adjunto de los Estados Unidos y el asesinato del diplomático israelí Yaakov Bar-Simantov frente a su casa en París el 3 de abril de 1982, así como su participación en el intento de asesinato del ex cónsul estadounidense en Estrasburgo Robert O. Homme, que sobrevivió a un tiroteo el 26 de marzo de 1984 después de que se encontrara un arma en su apartamento durante una redada policial. Todo esto sucedió en el contexto de la Guerra del Líbano de 1982. Después de su captura, testificó que «hago lo que hago debido a la injusticia cometida contra los derechos humanos en Palestina».Fue excarcelado el 25 de julio de 2025. 

## Película
Fedayin, le combate de Georges Abdallah es un documental de una duración de 81 min en VOSC estrenado en 2020. Retrata la vida de Georges Abdallaha a través de una serie de entrevistas con su familia, amigos y antiguos camaradas en el Líbano, así que con su abogado y con aquellos que le apoyan en Europa.